# Eleição presidencial nos Estados Unidos em 1804
A eleição presidencial dos Estados Unidos de 1804 foi a quinta eleição quadrienal presidencial no país. O presidente Thomas Jefferson candidatou-se a reeleição e voltou a vencer as eleições pelo Partido Democrata-Republicano, derrotando facilmente Charles Cotesworth Pinckney, um herói da Guerra da Independência e antigo Embaixador na França, do Partido Federalista. 
Esta foi a primeira eleição realizada após ser ratificada a 12ª emenda da Constituição, que estabeleceu que os eleitores devem especificar nos seus votos a opção para o presidente e para vice-presidente. Anteriormente, apenas se votava no presidente, e o candidato que obtivesse o segundo maior número de votos era eleito vice-presidente. George Clinton foi eleito vice-presidente.
A margem de vitória de Jefferson nos votos populares continua a ser a maior margem de vitória em uma eleição presidencial com vários candidatos dos partidos principais. Com esta eleição, Jefferson tornou-se o primeiro ex-vice-presidente a ser eleito e reeleito presidente, algo que só viria a ser repetido por Richard Nixon, em 1968 e 1972.

## Processo eleitoral
Os eleitores gerais elegem outros "eleitores" que formam o Colégio Eleitoral. A quantidade de "eleitores" por estado varia de acordo com a quantidade populacional do estado. Em quase todos os estados, o vencedor do voto popular leva todos os votos do Colégio Eleitoral.

## Resultados
- Thomas Jefferson
Candidato à presidência
- George Clinton
Candidato à vice-presidência
- Charles C. Pinckney
Candidato à presidência
- Rufus King
Candidato à vice-presidência

| Candidato presidencial                                        | Candidato presidencial                                        | Partido                                                       | Estado de origem                                              | Voto popular(a), (b)                                          | Voto popular(a), (b)                                          | Colégio Eleitoral | Running mate                | Running mate     | Running mate      |
| Candidato presidencial                                        | Candidato presidencial                                        | Partido                                                       | Estado de origem                                              | Votos                                                         | Porcentagem                                                   | Colégio Eleitoral | Candidato vice-presidencial | Estado de origem | Colégio Eleitoral |
| ------------------------------------------------------------- | ------------------------------------------------------------- | ------------------------------------------------------------- | ------------------------------------------------------------- | ------------------------------------------------------------- | ------------------------------------------------------------- | ----------------- | --------------------------- | ---------------- | ----------------- |
|                                                               | Thomas Jefferson                                              | Democrata-Republicano                                         | Virgínia                                                      | 104.110                                                       | 72,8%                                                         | 162               | George Clinton              | Nova Iorque      | 162               |
|                                                               | Charles Cotesworth Pinckney                                   | Federalista                                                   | Carolina do Sul                                               | 38.919                                                        | 27,2%                                                         | 14                | Rufus King                  | Massachusetts    | 14                |
| Total                                                         | Total                                                         | Total                                                         | Total                                                         | 143.029                                                       | 100%                                                          | 176               |                             |                  | 176               |
| Votos mínimos do Colégio Eleitoral que se precisa para vencer | Votos mínimos do Colégio Eleitoral que se precisa para vencer | Votos mínimos do Colégio Eleitoral que se precisa para vencer | Votos mínimos do Colégio Eleitoral que se precisa para vencer | Votos mínimos do Colégio Eleitoral que se precisa para vencer | Votos mínimos do Colégio Eleitoral que se precisa para vencer | 89                |                             |                  | 89                |

Fonte:

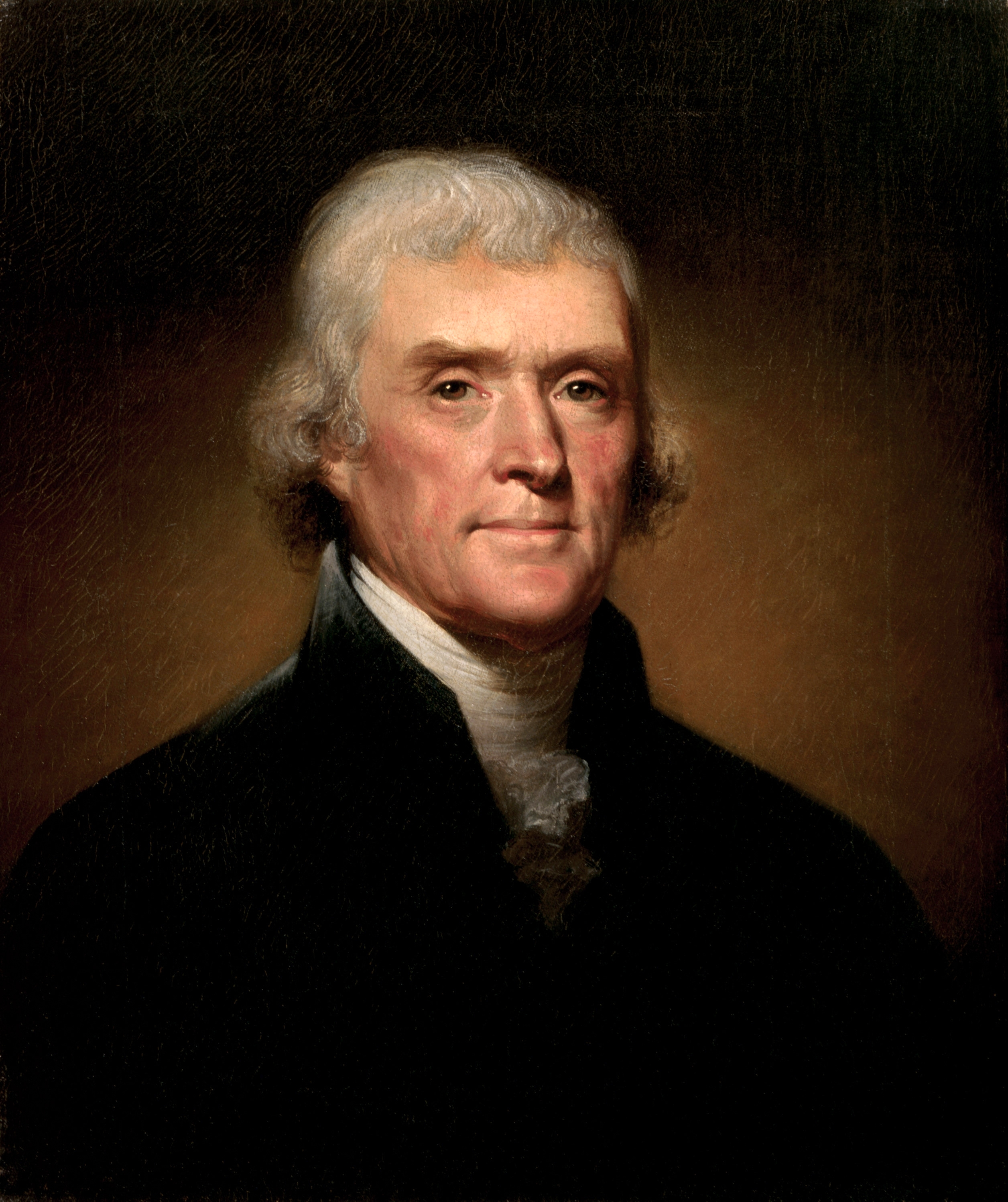
Thomas Jefferson Candidato à presidência
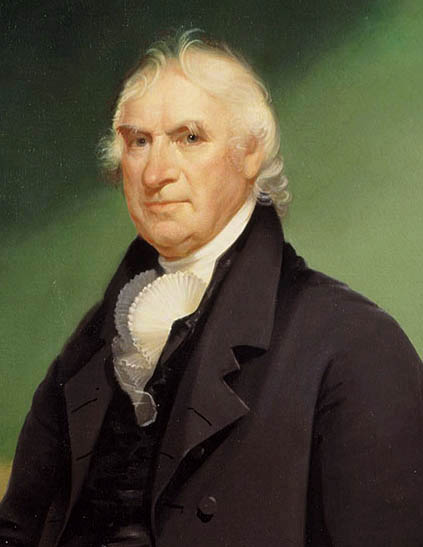
George Clinton Candidato à vice-presidência
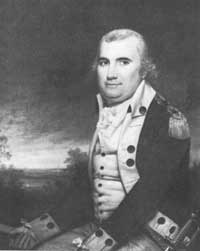
Charles C. Pinckney Candidato à presidência
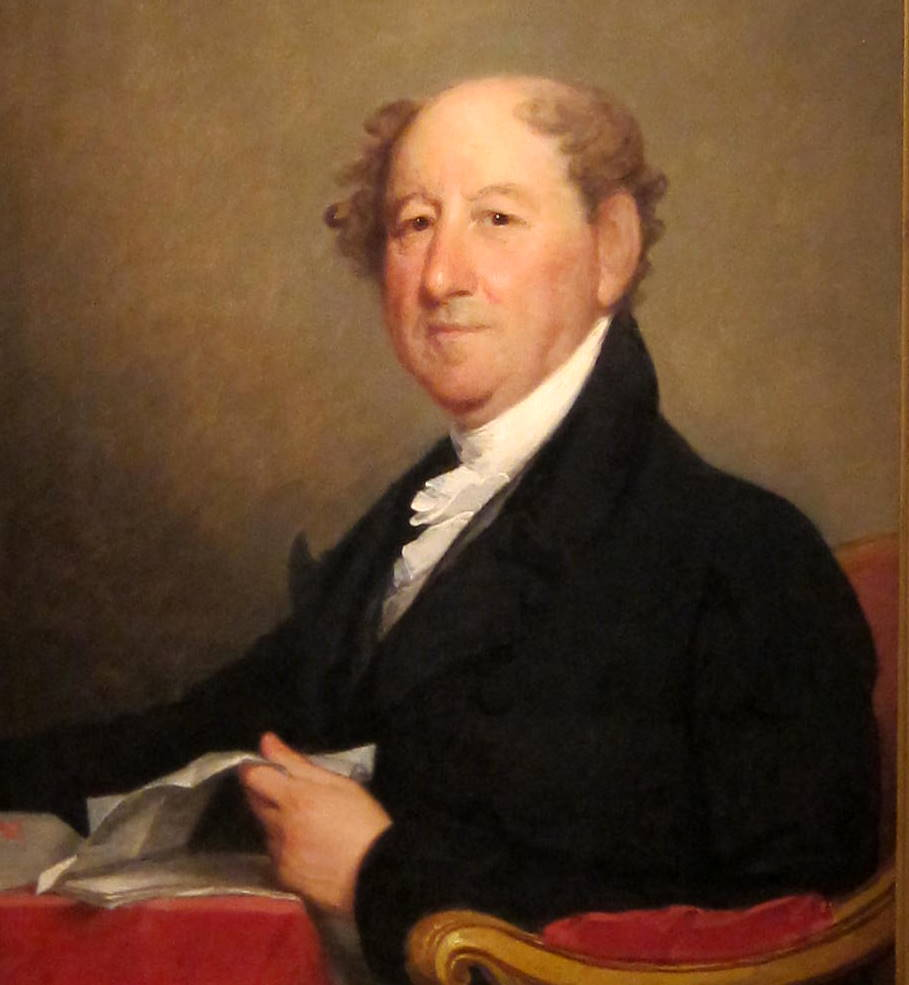
Rufus King Candidato à vice-presidência

(a)Apenas 11 dos 17 estados escolheram "eleitores" pelo voto popular.

(b)Os Estados que escolheram "eleitores" pelo voto popular tinham muitas diferentes restrições ao sufrágio por meio de exigências de propriedade.

## Seleção dos "eleitores" do Colégio Eleitoral
| Método de escolha dos "eleitores" do Colégio Eleitoral                                                                                              | Estado (s)                                                              |
| --- | ----------------------------------------------------------------------- |
| Cada "eleitor" é nomeado pelo legislativo estadual.                                                                                                 | Connecticut, Delaware, Geórgia, Nova Iorque, Carolina do Sul, Vermont.  |
| Cada "eleitor" é escolhido pelos eleitores em todo o estado.                                                                                        | Nova Hampshire, Nova Jersey, Ohio, Pensilvânia, Rhode Island, Virgínia. |
| O estado é dividido em distritos eleitorais, os eleitores de cada distrito escolhem um "eleitor".                                                   | Kentucky, Maryland, Carolina do Norte, Tennessee.                       |
| Dois "eleitores" são escolhidos pelos eleitore em todo o estado; Um "eleitor" é escolhido pelo Congresso do distrito dos votantes daquele distrito. | Massachusetts.                                                          |